# Ulrike Winkelmann

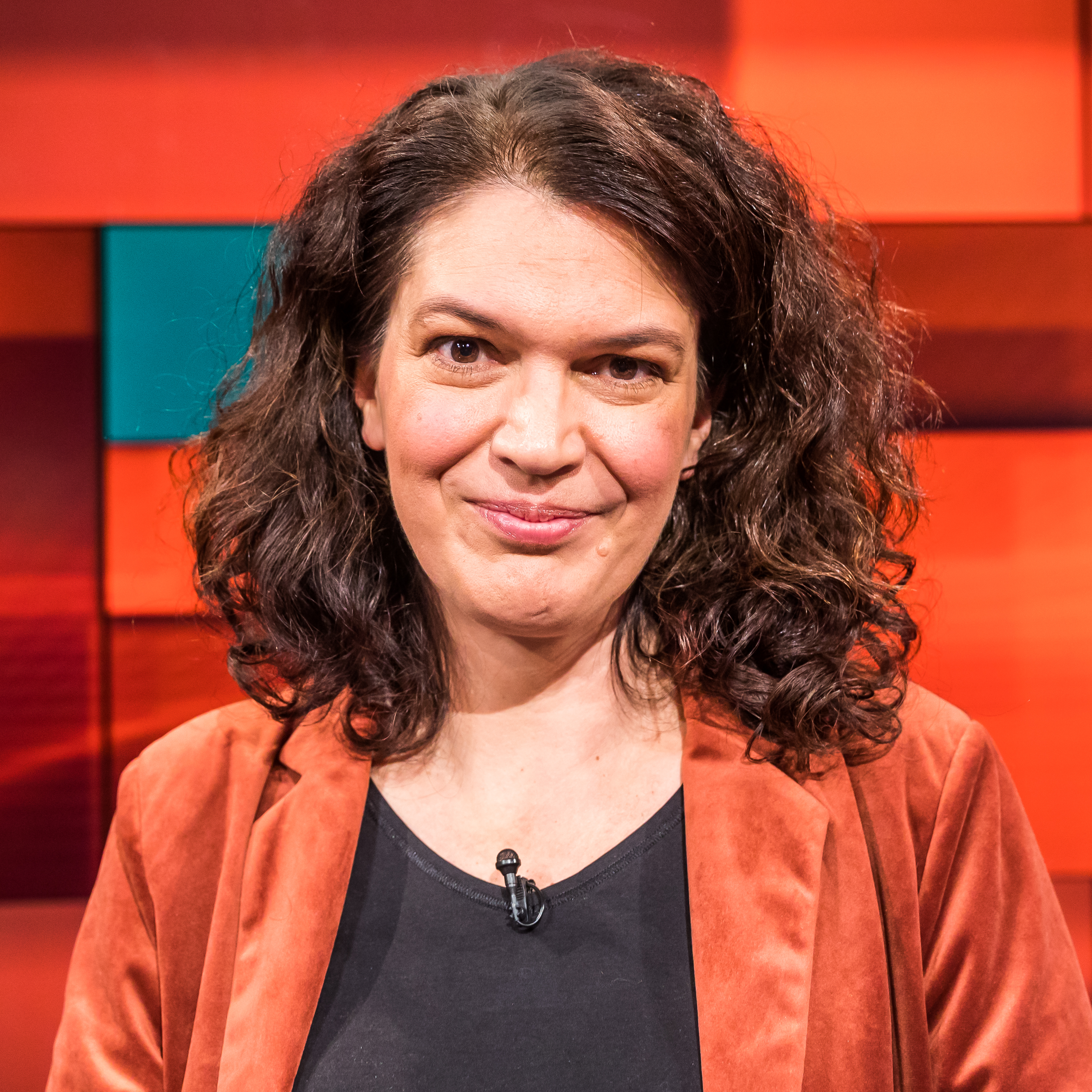
Ulrike Winkelmann (2023)

Ulrike Winkelmann (* 5. Juli 1971 in Wiesbaden) ist eine deutsche Journalistin. Gemeinsam mit Barbara Junge ist sie Chefredakteurin der tageszeitung (taz).

## Leben
Ulrike Winkelmann wuchs in Paderborn und Bad Lippspringe auf und legte 1990 am Reismann-Gymnasium Paderborn ihr Abitur ab. Nach dem Studium der Germanistik, des Staatsrechts und der Politikwissenschaft in Hamburg und in London (1991–1999) sowie einem Volontariat (1995–1997) bei der Hamburger Ausgabe der taz war sie seit Ende 1999 ebenda in Berlin in mehreren Funktionen tätig: Sie war Chefin vom Dienst, Redakteurin für Sozialpolitik und seit 2004 fünf Jahre lang Parlamentskorrespondentin. Mitte Juni 2010 ging sie zur Wochenzeitung der Freitag, um dort das Politikressort zu leiten. Nach einem Jahr kehrte sie zur taz zurück, wo sie im Juli 2011 die Leitung des Inlandsressorts übernahm.
Ab 2014 war sie Redakteurin in der Redaktion der Sendung Hintergrund beim Deutschlandfunk in Köln. Ulrike Winkelmann war 2017 verantwortliche Redakteurin für die Hörfunk-Produktion „Die Festplatte auf Rädern: Welche Daten das Auto sammelt – und verrät“ von Jan Rähm, das auf die Shortlist des Ernst-Schneider-Preises kam. Winkelmann nimmt an Diskussionen zu aktuellen politischen Themen im Fernsehen teil, etwa dem ARD-Presseclub und entsprechenden Sendungen bei Phoenix.
Seit dem 1. August 2020 ist sie gemeinsam mit Barbara Junge Chefredakteurin der taz.

### Privates
Aus einer Beziehung mit Karl Lauterbach hat sie ein Kind.

## Auszeichnungen
- 2011 erhielt Ulrike Winkelmann den zweiten Preis des Alternativen Medienpreises in der Kategorie „Print“ für ihren Artikel „Integriert euch!“, der im September 2010 im Freitag erschienen war.[8] Der Text beschreibt vor dem Hintergrund der Diskussion um angebliche Parallelgesellschaften, die unter anderem Thilo Sarrazin angegriffen hatte, wie sich die oberen Einkommensgruppen in Deutschland zunehmend vom Rest der Gesellschaft abschotten und sich damit desintegrieren. Sie werden in einer satirischen Wendung dazu aufgefordert, sich wieder in die Gesellschaft zu integrieren.[9]

- 2024: gemeinsam mit Barbara Junge und Kathrin Gottschalk ausgezeichnet als Journalistinnen des Jahres in der Kategorie Chefredaktion national[10]